# 白色巨塔 (台灣小說)
《白色巨塔》是臺灣作家侯文詠所寫的中文小說。內容以公立大學教學醫院裡的權力生態為背景，講述因為醫院高層之間爭取國家元首的信任，卻意外導致元首女兒手術失敗的陰暗面，以及置身其中的青年醫師們無辜受到牽連，期間所遭遇到的掙扎與無奈。

## 背景及爭議
作者侯文詠本身曾於台大醫院麻醉科擔任主治醫師，書中情節不少取材自真人實事；一般認為故事中的大學醫學院附設醫院是影射台大醫院。
本書書名與日本作家山崎豐子著作的中文譯名雷同，且同為描寫醫界內幕的長篇小說；然而在人物設計、情節安排等方面並無直接關連，所描寫的背景年代也不相同。
此一書名爭議曾涉及法律訴訟。針對指其「抄襲」之說，本書作者侯文詠表示：以「白色巨塔」形容醫院生態的說法，在社會上流傳已久，以此命名自己作品導致書名雷同，全是出於巧合；至於若干情節相似之處，則為日台國立醫院體系及院中生態實有相似之處所致。
然而「白色巨塔」一詞究屬通用或特定名詞，帶有社會黑暗面的啟示或譏諷，至今各方仍有不同見解，觀點仍見仁見智。

## 故事內容
主角蘇怡華是附設醫院外科的主治醫師。
總統女兒陳心愉罹患白血症，住院進行化學治療。附設醫院內科主任徐大明以及外科主任唐國泰均為總統醫療團隊核心成員，兩人均想接掌醫院院長一職，故欲利用這次機會，表現邀功，增加勝算。徐大明以減少化療過程中注射藥劑痛苦為由，建議為陳心愉裝上內植式輸液管，並指定由曾進行相關專門研究的蘇怡華擔當手術。唐國泰一為爭功，二為不滿徐大明跳過自己直接與外科醫師聯繫，強行令外科副主任邱慶成操刀，並對外宣稱由自己進行手術；結果卻因手術留下的後遺症，使自己及醫院陷入無法對總統交代的困境。
過程中，蘇怡華本著醫師職責，多次冒顏頂撞業師唐國泰，致唐對其極為不滿，加以打壓，使其陷入動彈不得的窘境。但唐國泰蠻橫霸道的作風，已在他爭取醫院院長之路上，埋下了失敗的種子。唐國泰的失敗重挫，以及徐大明的得勢，在醫院中掀起了一連串的人事變化，尤其直接影響了邱慶成、蘇怡華等外科要角往後的人生……
麻醉科主治醫師關欣與蘇怡華是醫學院前後屆同學，學生時代兩人曾經相戀，戀情卻因關欣移情別戀而告終。
在蘇怡華被整之際，關欣也被醫學院院長徐凱元捲入患者死亡的醫療糾紛。徐凱元原希望透過唐系人馬向關欣施壓，要她頂下醫療過失的責任，但關欣卻不為所動。在後續的一連串風波中，關欣承受來自院方以及死者家屬的雙重壓力，深刻體認到在現實環境中堅持原則的困難……

## 各語言版本
1999年3月29日，皇冠文化出版《白色巨塔》中文版。2007年10月，角川書店出版樋口裕子翻譯的《白色巨塔》日文版，日文書名為（即「The Hospital」的片假名標示法）。

## 戲劇改編
由本書改編攝製的同名電視連續劇，由蔡岳勳執導，言承旭等主演，已於2006年8月15日至10月6日間在中視無線台首播。